# Ferruccio Dardi
Ferruccio Dardi (Trieste, 2 settembre 1912 – El Qattara, 9 luglio 1942) è stato un militare italiano, decorato di medaglia d'oro al valor militare alla memoria nel corso della seconda guerra mondiale.

## Biografia

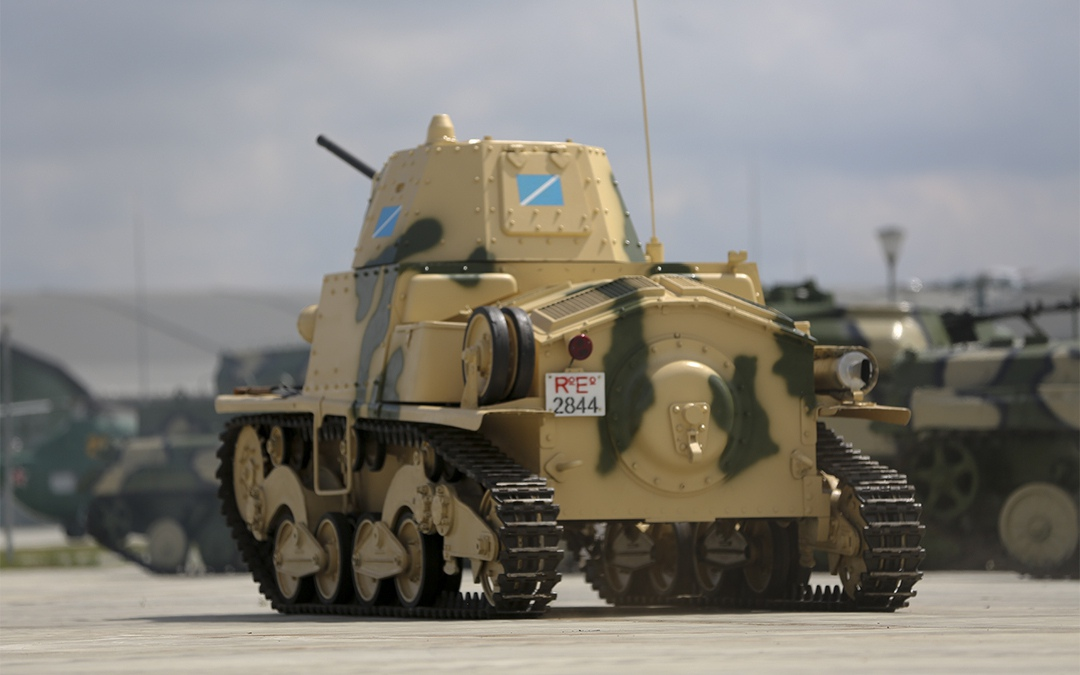
Vista posteriore di un carro leggero L.6/40.

Nacque a Trieste il 2 settembre 1912, figlio di Francesco e Giovanna Piccolo. Arruolatosi nel Regio Esercito frequentò la Regia Accademia Militare di Fanteria e Cavalleria di Modena da cui uscì nell'ottobre 1933 con il grado di sottotenente all'arma di cavalleria. Assegnato al 12º Reggimento "Cavalleggeri di Saluzzo", nel 1936 frequentò la Scuola di applicazione. Distaccato presso il Centro Militare Olimpico, si distinse in numerose gare nazionali e internazionali, a Torino, Roma, ed Aquisgrana, divenendo in breve tempo uno dei più brillanti cavalieri d'Italia.
All'inizio del 1940 sposò la signorina Maria Tizzoni di Pisa. All'entrata in guerra del Regno d'Italia si trovava in servizio presso la Scuola di cavalleria di Pinerolo, e partecipò alle operazioni belliche sul fronte occidentale.   Al termine di queste operazioni chiese insistentemente di essere mandato al fronte, e promosso capitano nell'ottobre 1941 fu assegnato al 5º Reggimento "Lancieri di Novara". Dopo aver seguito un apposito corso sull'utilizzo del carri armati, fu assegnato al III Gruppo corazzato "Lancieri di Novara", e il 7 giugno 1942 partì per l'Africa Settentrionale Italiana. Assunto il comando del III Squadrone, dotato di carri leggeri L6/40, che come il gruppo faceva parte integrante della 133ª Divisione corazzata "Littorio", cadde in combattimento il 9 luglio 1942 a El Qattara. Per onorarne il coraggio fu decretata la concessione della Medaglia d'oro al valor militare alla memoria.  Una via e una scuola primaria di Trieste portano il suo nome, così come una via di Fiumicino, una caserma di Sgonico e il galoppatoio militare di Torino.

### Fonti
1. 1 2 3 4 5  La Porta Orientale n.7/8, luglio-agosto 1949, p. 143.
2. ↑  La Porta Orientale n.7/8, luglio-agosto 1949, p. 145.
3. 1 2 3 4  Combattenti Liberazione.
4. ↑  Gruppo Medaglie d'Oro al Valor Militare 1965, p. 46.
5. ↑  Sito web del Quirinale: dettaglio decorato.
6. ↑  Registrato alla Corte dei conti il 12 novembre 1944, registro 8 guerra, foglio 7.